# Agrostis mongolica
Agrostis mongolica é uma espécie de gramínea do gênero Agrostis, pertencente à família Poaceae.